# Lasioglossum etheridgei
Lasioglossum etheridgei är en biart som först beskrevs av Cockerell 1916.  Lasioglossum etheridgei ingår i släktet smalbin, och familjen vägbin. Inga underarter finns listade i Catalogue of Life.

## Bildgalleri

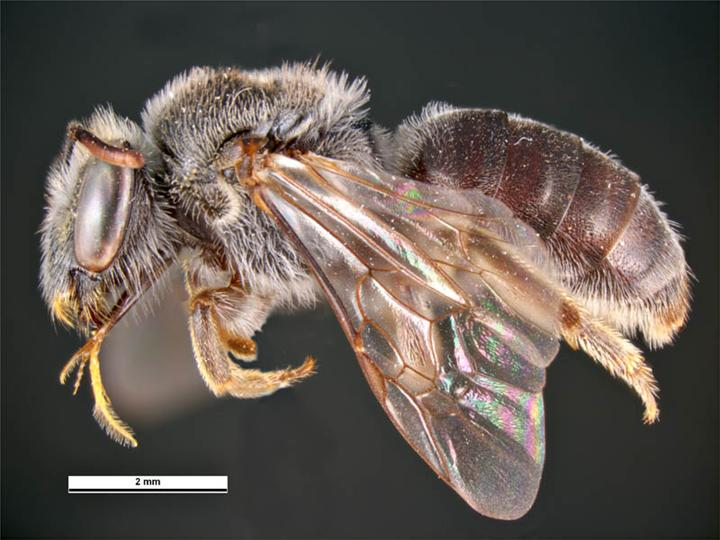
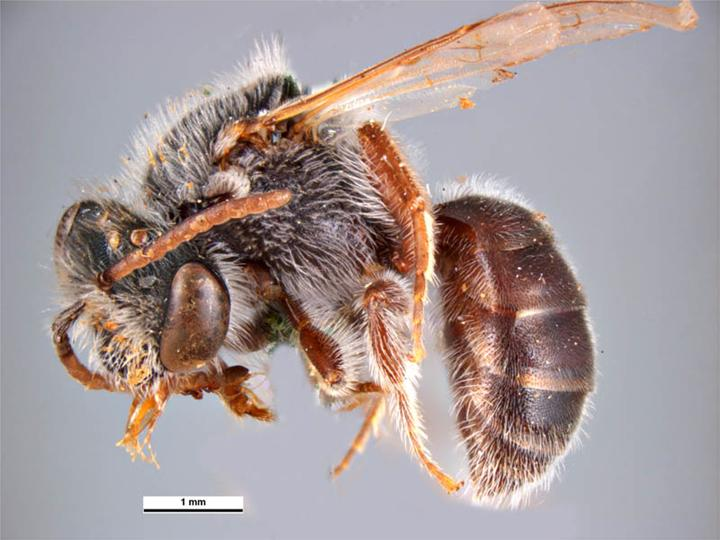